# Nysa (Pologne)
Pour les articles homonymes, voir Neisse et Nysa.
Nysa (/ˈnɨsa/ , en allemand : Neisse ou Neiße) est une ville du Sud-Ouest de la Pologne située sur la rivière Nysa Kłodzka dans la voïvodie d'Opole. C'est le chef-lieu du powiat de Nysa. La ville historique, l'ancienne résidence des princes-évêques de Wrocław, a été sévèrement endommagée pendant la Seconde Guerre mondiale ; dès lors, beaucoup de monuments importants ont été reconstruits.

## Géographie
Nysa est située dans la région historique de Basse-Silésie. Elle est arrosée par la Nysa Kłodzka (Neisse de Klodzko), un affluent gauche de l'Oder. Le centre-ville se trouve a 55 kilomètres au sud-ouest d'Opole. La frontière entre la Pologne et la République tchèque se situe dans les montagnes des Sudètes à environ 20 kilomètres au sud.

## Histoire

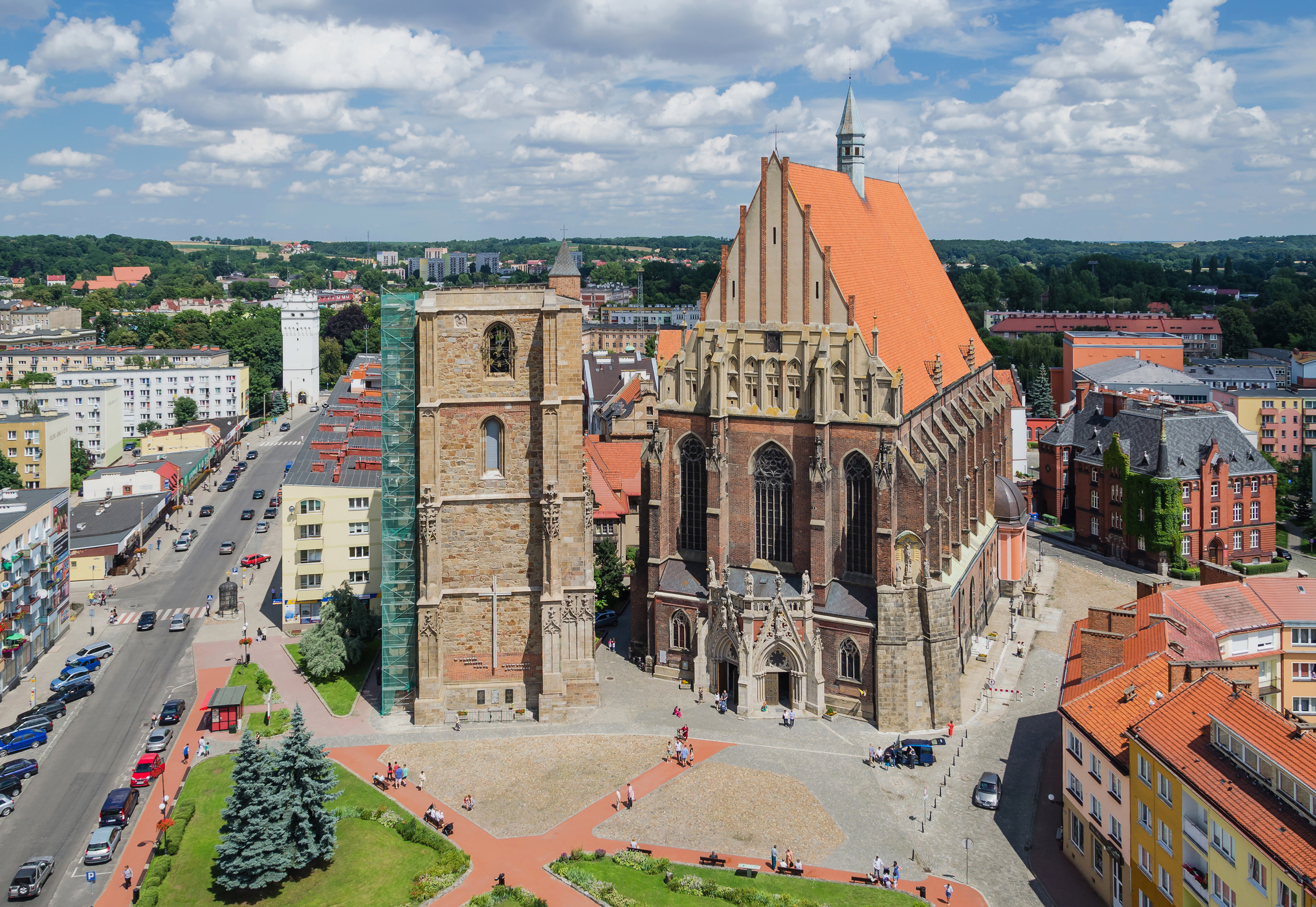
La basilique Saint-Jacques-et-Sainte-Agnès de Nysa.

L'une des villes les plus anciennes de toute la Silésie, située sur la voie commerciale menant à la Bohême, Nysa a probablement été fondée au Xe siècle. Elle est ensuite devenue la capitale d'une principauté éponyme, créée vers l'an 1223 par l'évêque Lorenz de Wrocław en y attirant des colons germanophones, afin de mettre en culture les terres défrichées. Il suivait en cela l'exemple du monarque silésien Henri Ier le Barbu et de son épouse Edwige. Après les premières partages du duché de Silésie, le duc Henri IV le Juste octroyait la supériorité territoriale aux évêques de Wrocław vers 1290. 
Déjà en 1239, un établissement de l’ordre canonial régulier du Saint-Sépulcre a été fondé à Nysa. En 1344, sous le règne de l'évêque Preczlaw von Pogarell, la principauté ecclesiastique est devenue un fief de la couronne de Bohême. La cité fut munie de ses premières fortifications vers 1350, grâce auxquelles elle put se défendre des attaques des hussites en 1424. 
Au XVIe siècle, une large tranche de la population devint protestante ; la Contre-Réforme n'a été introduite qu'en 1622 par l'évêque Charles d'Autriche. Pendant la guerre de Trente Ans, la ville fut assiégée trois fois. Au cours de ce conflit, les Jésuites y établirent la première école de la région : l’astronome Scheiner en fut le premier directeur. 

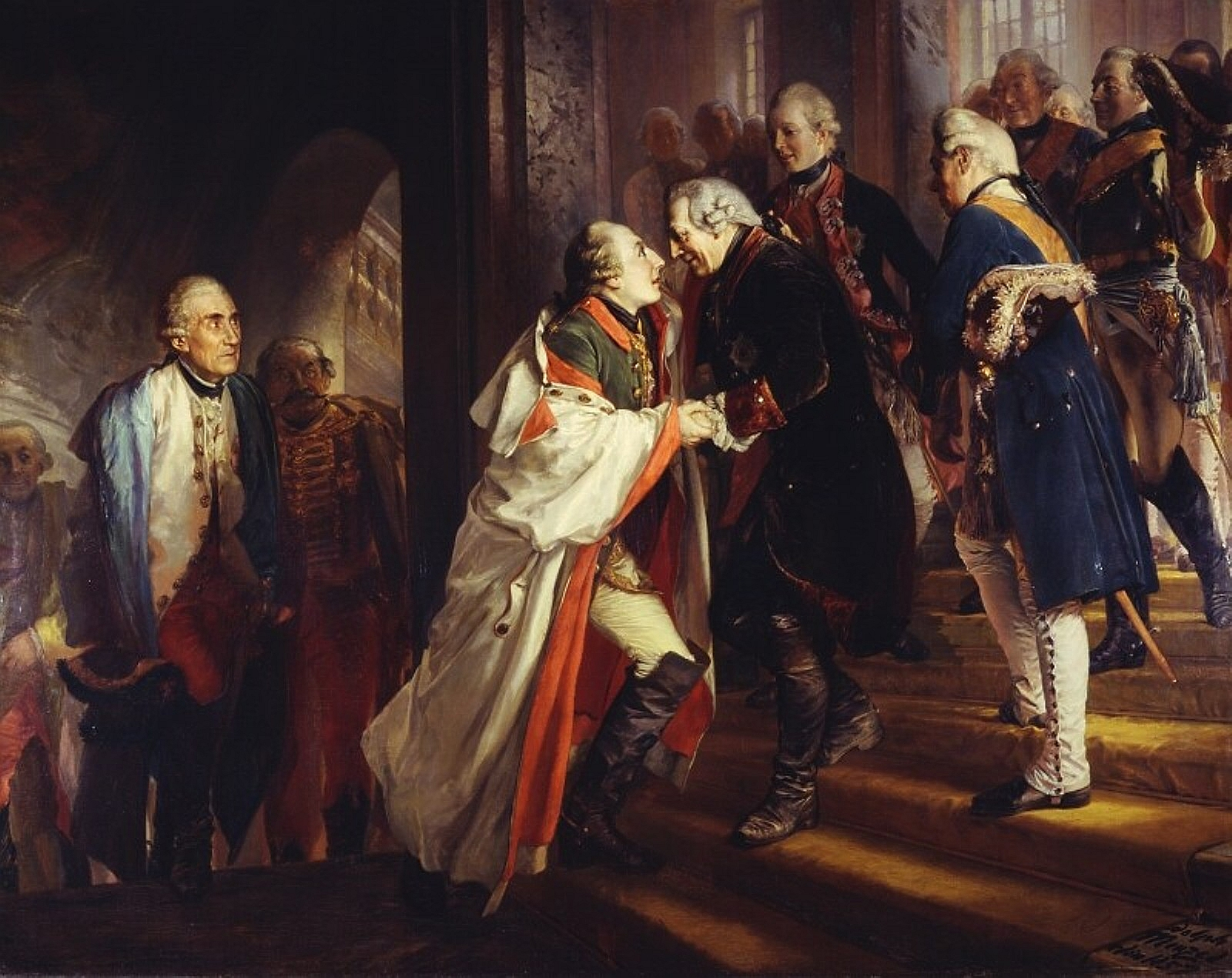
Adolph von Menzel, Rencontre de Frédéric II avec l'empereur Joseph II à Neisse en 1769 (1857).

En 1742, la guerre de Succession d'Autriche fit passer la souveraineté des Habsbourg à la Prusse qui mit en place les bases des fortifications modernes. 
En 1769 Neisse fut le site d'une rencontre entre le roi prussien Frédéric le Grand et l'empereur Joseph II, menant des négociations diplomatiques. 
Pendant la guerre napoléonienne de la Quatrième Coalition, la cité fut prise par les Français le 16 juin 1807, au terme d'un siège de quatre mois sous le commandement du général Vandamme. La principauté ecclésiastique fut sécularisée lors des Réformes prussiennes en 1809.
L'ancienne bourgade épiscopale garda son caractère surtout catholique dans la Silésie prussienne majoritairement protestante. À cause des nombreuses églises des périodes gothique et baroque, la ville est surnommée la Rome silésienne. De 1816 à 1945, Neisse fait partie de l'arrondissement de Neisse (de) dans le district d'Oppeln. En 1842, la congrégation des sœurs de Sainte Élisabeth a été fondée à Neisse. De la période bismarckienne, jusqu'à la captation du pouvoir par les Nazis en 1933, la ville vote majoritairement pour le parti Zentrum aux élections du Reichstag.
La communauté juive présente dans la ville depuis 1319 est décimée par déportation au camp d'extermination d'Auschwitz en 1942 et voit sa synagogue être détruite en 1943.
Neisse est occupée par l'Armée rouge à la fin de la Seconde Guerre mondiale, le 24 mars 1945. Toute la population allemande est chassée par les décrets Bierut, lorsque la Silésie devient polonaise, et est remplacée par des Polonais venant de l'est du pays devenu soviétique. La ville de Neisse est alors rebaptisée officiellement Nysa.

## Monuments
Le plus important édifice religieux de la ville est la basilique Saint-Jacques-et-Sainte-Agnès de Nysa construite aux XVe et XVIe siècles.

## Population
La population de Nysa était de 48 400 habitants en 2004, de 47 283 en 2006 et de 44 474 au 31 décembre 2016.

## Personnalités
- Eberhard de Nysa (v.1250-1326), évêque de Varmie ;
- Johannes Hancke (1644-1713), prêtre jésuite, professeur de théologie et de mathématiques ;
- Friedrich von Sallet (1812-1843), écrivain ;
- Ferdinand von Natzmer (1815-1868), général ;
- Arnold von Winckler (1856-1937), général d'infanterie ;
- Curt von Morgen (1858-1928), officier et explorateur ;
- Sigismund Freyer (1881-?), cavalier de saut d'obstacles ;
- Carl Hoffmann (1881-1947), réalisateur et opérateur ;
- Max Herrmann-Neisse (1886-1941), écrivain expressionniste ;
- Franz Jung (1888-1963), écrivain ;
- Hertha Sponer (1895-1968), physicienne et chimiste ;
- Rudolf Nissen (1896-1981), chirurgien ;
- Emanuel Sperner (1905-1980), mathématicien ;
- Bernhard Grzimek (1909-1987), zoologiste ;
- Konrad Bloch (1912-2000), biochimiste et lauréat du prix Nobel ;
- Hans Guido Mutke (1921-2004), aviateur ;
- Zygmunt Kukla (1948-2016), footballeur ;
- Roman Wójcicki (né en 1958), footballeur.

## Jumelages
La ville de Nysa est jumelée avec :
- Šumperk (Tchéquie)
- Lüdinghausen (Allemagne)
- Jeseník (Tchéquie)
- Kolomya (Ukraine)
- Ingelheim am Rhein (Allemagne)
- Ternopil (Ukraine)
- Taverny (France)